# Alphonse Bernier
Alphonse Bernier (né le 7 avril 1861 à Lévis, mort le 7 octobre 1944 à Lévis) est un avocat, professeur de droit, homme politique et juge québécois.

## Biographie
Il est admis au Barreau de la province de Québec le 24 juillet 1883. Il est docteur en droit de l'Université Laval en 1887 et est nommé au conseil en loi du roi le 30 juin 1903.
Il est professeur de droit commercial et maritime à la faculté de droit de l'Université Laval de 1889 à 1934, et professeur émérite en 1934 et 1935.
Membre du Conseil du Barreau de Québec, il est maire de Lévis de 1907 à 1917.
Il est aussi fondateur et copropriétaire de la Compagnie de la traverse créée en 1910.
Bâtonnier du Barreau de Québec en 1915 et 1916, il est nommé bâtonnier du Québec en 1916 et 1917.
Candidat conservateur défait dans Dorchester aux élections provinciales de 1890 et dans Montmagny aux élections fédérales de 1900, il est de nouveau défait dans Lévis aux élections provinciales de 1908 et à l'élection partielle du 21 septembre 1911. Élu député conservateur dans Lévis en 1912, il est Whip de la région de Québec. Défait en 1916, il est candidat unioniste (conservateur) défait dans Lévis aux élections fédérales de 1917.
Il est nommé juge à la Cour du banc du roi de mars 1921 à octobre 1942.
Il siège à la Cour suprême comme juge ad hoc. Collaborateur de la Revue du droit, il publie De la responsabilité dans les délits et les quasi-délits.
Membre des Chevaliers de Colomb, il meurt à Lévis le 7 octobre 1944, à l'âge de 83 ans et 6 mois.